# Agata Wawrzyńczyk
Agata Wawrzyńczyk, z d. Oleksy (ur. 31 stycznia 1992 w Ujanowicach) – polska siatkarka, grająca na pozycji przyjmującej. Po zakończeniu sezonu 2018/2019 wzięła urlop macierzyński. W sezonie 2020/2021 występowała w ŁKS-ie Commercecon Łódź, którego barwy reprezentowała także przed przerwą. 
Jej mężem jest siatkarz Stanisław Wawrzyńczyk.

## Siatkówka plażowa
W 2011 roku w Mysłowicach wystąpiła pierwszy raz w międzynarodowym turnieju FIVB World Tour. Na Mistrzostwach Europy U-20 w Tel Awiw wraz z Martyną Kozińską były siódme. W następnym roku na Mistrzostwa Europy U-23 w Assen zajęły 13. miejsce. Z Agnieszką Gruczek wzięły pierwszy udział  Grand Slam w Starych Jabłonkach. Na Mistrzostwach Świata Juniorek w Halifaksie, zagrała z Pauliną Stasiak, zajmując dziewiąte miejsce. W 2013 roku utworzyła nowy duet z Renatą Bekier. Para Bekier/Oleksy zajęły dziewiątą pozycję w Pucharze Świata U-23 w Mysłowicach. W lipcu tego samego roku w turnieju Plaża Open w parze z Mariką Babczyńską w Chorzowie zajęły trzecie miejsce. 2014 w Cieszynie z partnerką Dorotą Strąg brała udział również w turnieju Plaża Open, gdzie zostały srebrnymi medalistkami. W 2018 roku podczas Grand Prix Polski rozgrywanych w ramach dziewiątej Bella Plaży Gotyku Toruń wraz z Magdaleną Saad zajęły 1. miejsce.

## Sukcesy klubowe
Mistrzostwo I ligi:
- 2016[6]
- 2015

Mistrzostwo Polski:
- 2019
- 2018
- 2021

## Sukcesy indywidualne
- MVP PreZero Grand Prix PLS 2023[7]